# Xiangzhaozhuang
Xiangzhaozhuang (kinesiska: 香赵庄镇, 香赵庄) är en köping i Kina. Den ligger i provinsen Shandong, i den östra delen av landet, omkring 85 kilometer väster om provinshuvudstaden Jinan. Antalet invånare är 24 875. Befolkningen består av 12 196 kvinnor och 12 679 män. Barn under 15 år utgör 18,0 %, vuxna 15-64 år 71 %, och äldre över 65 år 10,0 %.
Genomsnittlig årsnederbörd är 800 millimeter. Den regnigaste månaden är juli, med i genomsnitt 287 mm nederbörd, och den torraste är januari, med 5 mm nederbörd.